# Харди, Годфри Харолд
Го́дфри Ха́ролд Ха́рди (англ. Godfrey Harold Hardy; 7 февраля 1877, Кранли, Великобритания — 1 декабря 1947, Кембридж, Великобритания) — английский математик, известный своими работами в теории чисел и математическом анализе. В биологии он известен Законом Харди — Вайнберга, являющимся базовым принципом популяционной генетики. В дополнение к его исследованиям, его помнят за его эссе 1940 года об эстетике математики под названием «Апология математика». Харди также был наставником индийского математика Сринивасы Рамануджана.
Член Лондонского королевского общества (1910). Иностранный член-корреспондент (1924) и почётный член Академии наук СССР (1934), иностранный член Национальной академии наук США (1927), Французской академии наук (1947; корреспондент с 1945).

## Биография
Родился в небольшом городке на юге Англии в семье учителей, оба родителя имели склонность к математике, хотя и преподавали другие предметы. Математические способности самого Харди начали проявляться ещё в раннем возрасте. Когда ему было всего два года, он писал числа до миллионов, а когда его брали в церковь, он развлекался, разлагая номера псалмов на простые множители.
В 1896 году он поступил в Тринити-колледж Кембриджского университета. Всего после двух лет учёбы в 1898 году он занял четвёртое место на конкурсе выпускников.
В 1900 году Харди становится сотрудником факультета, а с 1906 года становится лектором с нагрузкой в 6 часов в неделю, что давало много свободного времени для собственных исследований. В 1919 году он занял пост профессора математики в Оксфордском университете. В 1931 году Харди вернулся в Кембридж, где пробыл на посту профессора до 1942 года.
Начиная с 1911 года Харди очень плодотворно сотрудничает с Джоном Литлвудом. Большинство работ Харди написано именно в соавторстве с Литлвудом. Ходила даже шутка, что в Англии живёт три великих математика — Харди, Литлвуд и Харди-Литлвуд, причем третий из них самый великий.
Одним из самых своих больших открытий сам Харди в интервью Палу Эрдёшу называл открытие молодого индийского математика Сринивасы Рамануджана, наставником которого он был с 1914 года, с которым впоследствии написал много работ. Харди почти сразу распознал необычайный, хотя и неисследованный блеск ума Рамануджана. Они стали близкими соратниками. Он назвал их сотрудничество «одним романтическим случаем в моей жизни». Харди также оказал наиболее глубокое влияние на учившегося у него Норберта Винера.
Входил в группу Блумсбери; среди его друзей были Джордж Мур, Бертран Рассел и Джон Мейнард Кейнс. Он принимал участие в Союзе демократического контроля во время Первой мировой войны и Союзе за интеллектуальную свободу в конце 1930-х годов.

## Математическая работа
Харди предпочитал называть свою работу «чистой математикой», в отличие от математики, имевшей прикладное, особенное военное значение. В начале Второй мировой войны Харди, убеждённый пацифист, желал оправдать своё убеждение в том, что математика должна быть продолжена для неё же самой, а не ради её приложений. Он хотел написать книгу, в которой мог бы объяснить свою философию математикам следующего поколения; книгу, которая будет защищать математиков путём разработки по существу исключительно чистой математики, без необходимости прибегать к достижениям прикладной математики в целях оправдания общей значимости математики; книгу, способную вдохновить грядущие поколения чистых математиков. Харди был убеждённым атеистом, и его «оправдание» обращено не к Богу, а к соратникам и коллегам.
В своей книге «Апология математика» он говорит:
Я никогда не делал чего-нибудь «полезного». Ни одно моё открытие не принесло и не могло бы принести, явно или неявно, к добру или ко злу, ни малейшего изменения в благоустройстве этого мира.
Одной из главных тем книги является красота, которой обладает математика, которую Харди сравнивает с живописью, шахматами и поэзией. Для Харди самой красивой математикой является та, которая не имеет практического применения во внешнем мире (чистая математика). В первую очередь это «математика для математики» — теория чисел. Харди утверждает, что если полезные знания определяются как знания, которые могут влиять на материальное благополучие человечества в ближайшем будущем (если не прямо сейчас), так, что чисто интеллектуальное удовлетворение несущественно, то большая часть высшей математики бесполезна. Он оправдывает стремление к чистой математике аргументом, что её совершенная «ненужность» в целом лишь означает, что она не может быть использована для причинения вреда. С другой стороны, Харди считает многое из прикладной математики «тривиальным», «уродливым» или «скучным», и сравнивает её с «настоящей математикой», которой является, по его мнению, чистая математика.
В теории чисел Харди занимался теорией простых чисел и теорией дзета-функции, а также проблемой Варинга. Вместе с Литлвудом они доказали несколько условных результатов, а также выдвинули две важные гипотезы о распределении простых чисел. Совместно с M. Райт нашёл два решения задачи о четырёх кубах (формулы Харди и Райт). Совместно с Рамануджаном им была получена асимптотика числа разбиений {\displaystyle p(n)}.
В теории функций занимался теорией тригонометрических рядов и исследованием неравенств. Ряд работ посвящён теории интегральных преобразований и теории интегральных уравнений.
Харди также является одним из авторов закона Харди — Вайнберга в популяционной генетике.

## Сочинения
- «Неравенства», М., 1948 (совместно с Дж. И. Литтлвудом и Д. Полиа)
- Курс чистой математики, М., 1949
- Расходящиеся ряды, М., 1951
- Ряды Фурье, М., 1959 (совместно с В. В. Рогозинским[англ.])
- Харди Годфри Харолд. Апология математика. — М.: АСТ, 2022. — 160 с. — ISBN 978-5-17-145796-9.

## Афоризмы
- Для умного человека выражать мнение большинства — бесполезная трата времени. По определению, это могут сделать множество других людей. (англ. It is never worth a first class man's time to express a majority opinion. By definition, there are plenty of others to do that.)

## Имя Харди в математике
- Первая гипотеза Харди — Литлвуда
- Вторая гипотеза Харди — Литлвуда — теоретико-числовая гипотеза, сформулированная английскими математиками Харди и Литлвудом, утверждающая, что

{\displaystyle \pi (x+y)\leqslant \pi (x)+\pi (y),\ } где {\displaystyle \pi (x)} — функция распределения простых чисел.
- Иерархия Харди — иерархия, представляющая собой семейство функций {\displaystyle (H_{\alpha }:\mathbb {N} \rightarrow \mathbb {N} )_{\alpha <\mu }}, где {\displaystyle \mu } — это некий большой счетный ординал, такой, что фундаментальные последовательности присвоены всем предельным ординалам, меньшим, чем {\displaystyle \mu }.
- Неравенство Харди — математическое неравенство, впервые опубликованное и доказанное в 1920 году в заметке Харди, посвящённой упрощению доказательства теоремы Гильберта о двойных рядах.
- Пространство Харди — особый вид функциональных пространств в комплексном анализе, аналог {\displaystyle L^{p}}-пространства из функционального анализа.
- Теорема Харди — Рамануджана — теорема, утверждающая, что скорость роста числа {\displaystyle \omega (n)} различных простых делителей числа {\displaystyle n} определяется функцией повторного логарифма — {\displaystyle \log(\log(n))}, а «разброс» числа делителей — квадратным корнем этой функции.
- Число Рамануджана — Харди (1729)
- Теорема Харди